# Wallfahrtskirche Heiligenkreuz

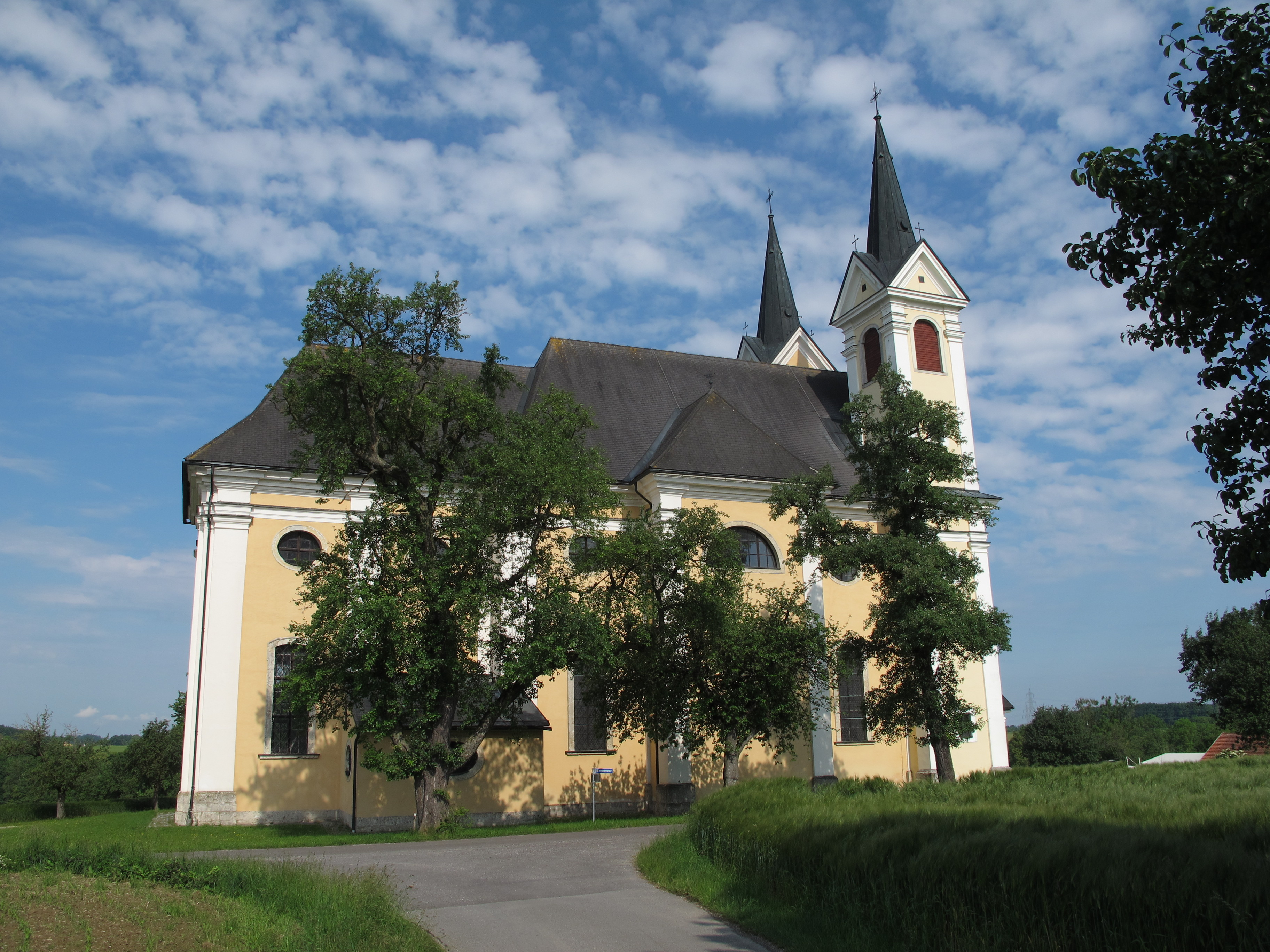
Wallfahrtskirche Heiligenkreuz Ostansicht

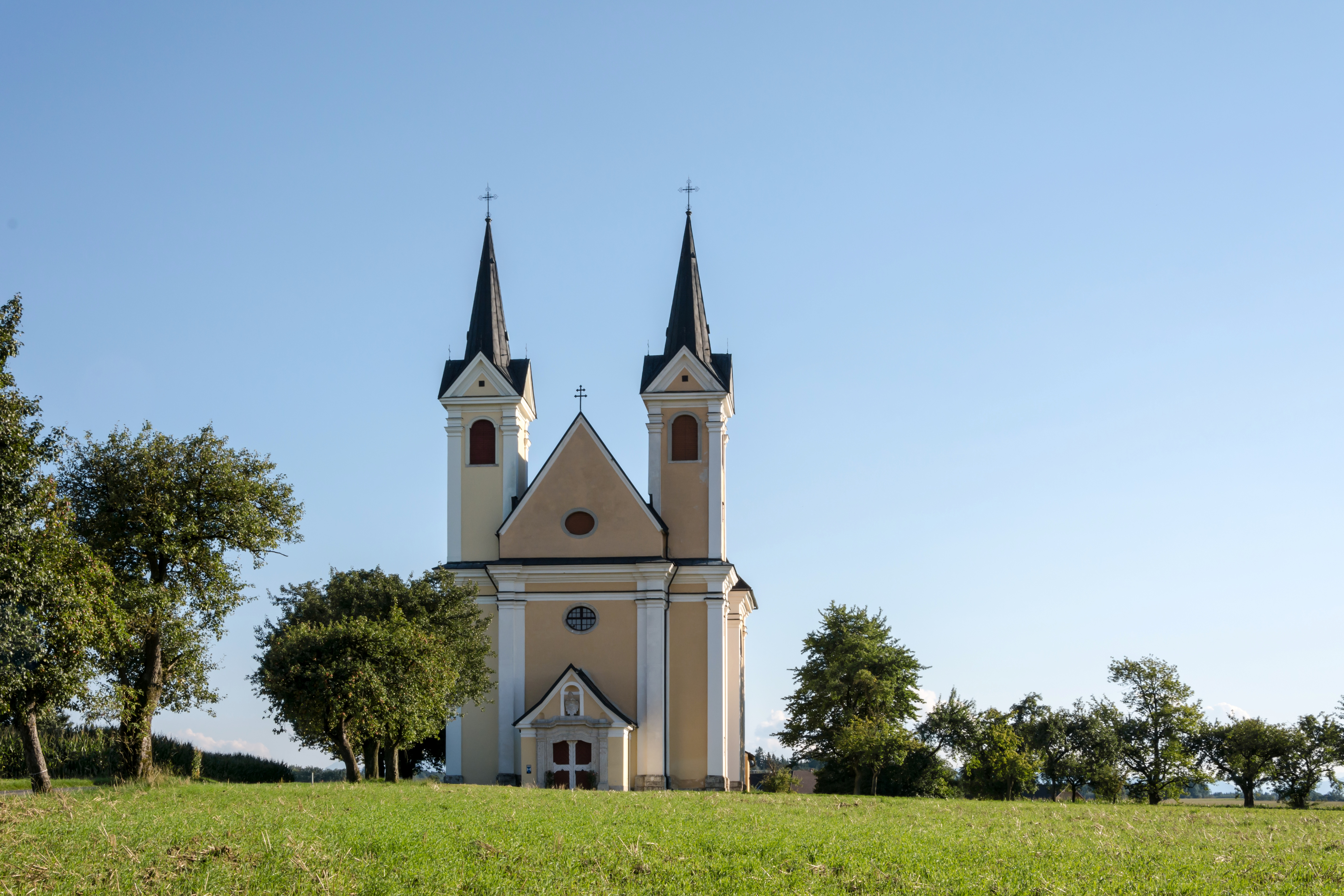
Wallfahrtskirche Heiligenkreuz Vorderseite

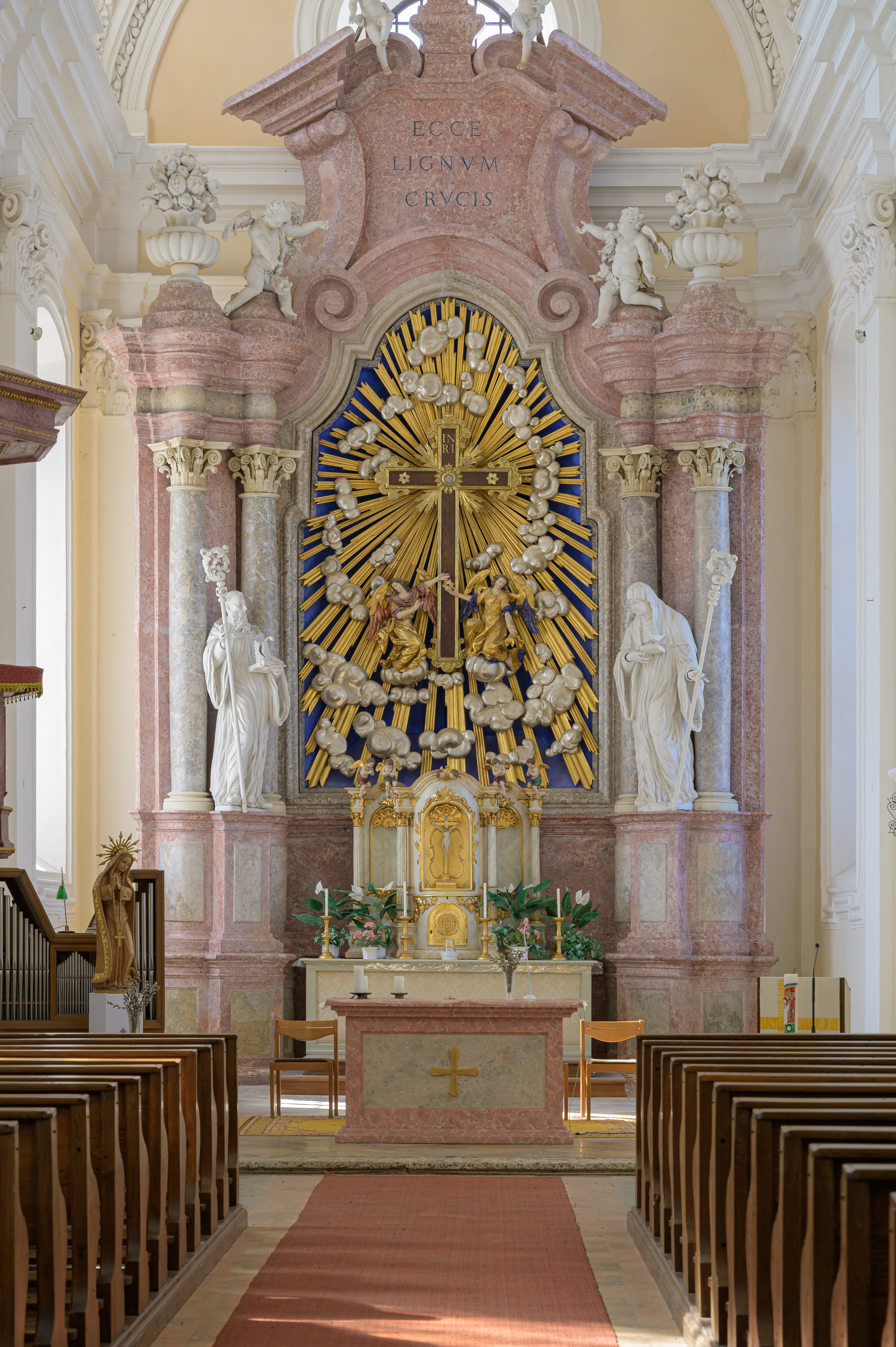
Hochaltar

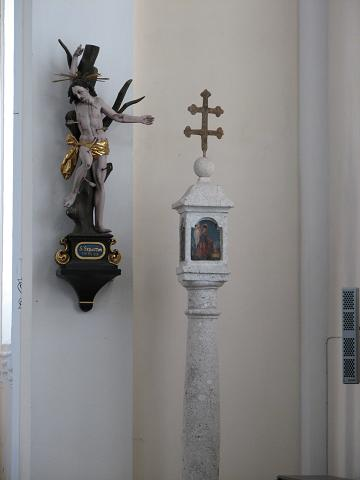
Hl. Sebastian und Bildsäule von 1682

Die römisch-katholische Wallfahrtskirche Heiligenkreuz, früher auch Florianikirche am Sipbach genannt, steht etwa vier Kilometer nordwestlich von Kremsmünster in Oberösterreich. Die Kirche gehört zum Stift Kremsmünster und wurde 1687–1691 nach den Plänen von Carlo Antonio Carlone erbaut. Das Kirchengebäude steht unter Denkmalschutz (Listeneintrag). Rund 15 Gehminuten entfernt liegt das Naherholungs- und Vogelschutzgebiet der Schacherteiche inmitten des Schachenwaldes.

## Geschichte

### Gründungssage
Der Sage nach wurde dem Bauern Hans Adamsmayr zu Ostern 1682 im Traum die Errichtung einer Bildsäule und eines Opferstocks auf seinem Acker aufgetragen, da an dieser Stelle zuvor einmal eine Florianikirche gestanden sein soll. In jener Nacht sahen Nachbarn, wie Lichter um das Haus des Bauern schwebten.
Der Bauer ging darauf zum damaligen Hofrichter Benedikt Finsterwalder von Kremsmünster und bekam die Erlaubnis, eine Säule auf seinem Acker zu errichten. Diese Säule wurde darauf von vielen Gläubigen (bis zu 100 pro Tag) besucht, die reichlich in den Opferstock spendeten.
Gelegentlich wurde von Trost und Heilung, die einige Menschen erfahren hatten, Zeugnis abgelegt.

### Bau- und Kirchengeschichte
Der Abt von Kremsmünster wandte sich an den Bischof von Passau, um für die vielen Gläubigen zur Andacht eine Kapelle bauen zu lassen. Am 28. Jänner 1683 bewilligte Bischof Sebastian von Pötting den Bau, und so wurde dank anhaltender Spendenfreudigkeit noch im selben Jahr eine Holzkapelle errichtet. Die Spendenfreudigkeit erreichte 1685 ihren Höhepunkt und der damalige Abt Erenbert Schreyvogl (1669–1703) beschloss die Errichtung eines Steinbaus. Der Abt erfüllte damit ein Gelübde, das er aufgrund der Abwendung der Türkengefahr und der Verschonung von der Pest abgelegt hatte.

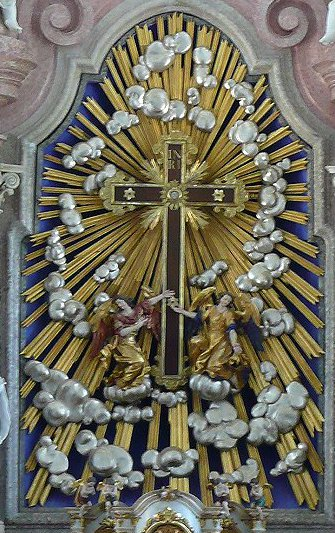
Kreuz im Hochaltar von Johann Kuttner (1711)

1687 wurde nach den Plänen des Barockbaumeisters Carlo Antonio Carlone der Bau begonnen. Am 16. Februar 1693 wurde die erste Messe im neuen Steinbau gelesen. Nach einer durch Geldmangel erzwungenen Pause, wurde in den Jahren 1700 bis 1702 die Arbeit fortgesetzt. 1702 fand die Glockenweihe statt und 1706 entstand der neue Hochaltar, ein Werk von Johann Bader. 1711 bekam der Hochaltar das von Johann Kutter feuervergoldete Kreuz.
Dennoch wurde die Kirche nie ganz fertig gebaut, wie das sehr einfache Langhaus und das schmucklose Aussehen der beiden Turmfassaden zeigen. Immer mehr verdrängte die Verehrung des Heiligen Kreuzes die des hl. Florian von Lorch und so tauchte im Jahr 1711 erstmals der neue Name Hl. Kreuz auf. Am 5. September 1715 wurde die Kirche durch den Passauer Bischof Raymund Ferdinand von Rabatta neu geweiht.
Unter Kaiser Josef II. wurde 1786 die Kirche auf behördliche Anordnung gesperrt, doch zu einer ständigen Schließung oder gar zum Abbruch kam es nie.
Von 1979 bis 1982 erfolgte eine Generalsanierung der Wallfahrtskirche. 1996 bekam die Kirche ein neues Gitter und der hl. Sebastian wurde aus der Pfarrkirche Sattledt zurückgeholt. Im Jahr 2002 wurde unter Pfarrer Pater Christoph Eisl der Hochaltar renoviert.

## Baukörper und Ausstattung
Das einschiffige, dreijochige Gotteshaus mit Stichkappengewölbe und eingezogenem Chor ist nach Westen ausgerichtet. Das Langhaus ohne Vorhalle ist 37 Meter lang, 14 Meter breit und 15 Meter hoch. Der Chor ist reich stuckiert, im Gegensatz dazu weist das Langhaus keinerlei Schmuck auf. Die Bildsäule des Bauern von 1682 rechts vorne war die Ursache der ersten Wallfahrt und trägt Fresken des hl. Florian und des hl. Leonhard sowie der Geburt und Kreuzigung Jesu.

## Wallfahrt heute
Die Wallfahrtsbewegung nach Heiligenkreuz kam im 20. Jahrhundert fast völlig zum Erliegen.
Nach dem Zweiten Weltkrieg begannen in den Monaten von Mai bis Oktober jeweils am 13. des Monats die Fatimafeiern, die auch heute noch stattfinden.
Die Kirche wird noch gerne für Hochzeiten, Taufen, Maiandachten und lokale Wallfahrten benutzt.